# جان لنارد-جونز
جان لنارد-جونز (انگلیسی: John Lennard-Jones؛ زاده ۱۸۹۴-درگذشته ۱۹۵۴) یک دانشمند در زمینه ریاضیات اهل بریتانیا بود.
وی همچنین برنده جوایزی همچون مدال دیوی شده‌است.